# 崔承彬
崔承彬，中国海洋大学教授，原中国国家安全部十三局四所所长、天津生物医药研究所所长，中华人民共和国教育部第三批“长江学者”特聘教授。
1980年本科毕业于沈阳药学院药学专业，1989年和1992年先后获得富山医科药科大学药学硕士、博士学位，1997年获东京大学农学博士学位。
1980年至1992年任沈阳药科大学药学系助教，1992年至1994年在军事医学科学院进行博士后研究，1994年至2003年历任中国国家安全部十三局四所所长、天津生物医药研究所所长。2000年至2003年任中国海洋大学国家教育部“长江学者”特聘教授。2001年任天津大学兼职教授、哈尔滨医科大学客座教授。